# Jesper Ewald
Jesper Carl Ewald, född 24 december 1893 i Vordingborg, död 30 augusti 1969 i Köpenhamn, var en dansk journalist, författare och översättare. Han skrev förutom i eget namn under pseudonymerna Jørgen Brun, Olga Christensen, Karen Kristensen, Joseph Lyby, Peberfuglen och Merete Petersen.
Jesper Ewald var son till författaren Carl Ewald (1856-1908) och Betty Ponsaing (1859-1943) samt halvbror till Poul Henningsen. Han tog studentexamen 1912 och arbetade sedan som journalist och översättare 1918-1932. Han arbetade bland annat på Berlingske Tidende, De Ferslewske Blade och Politiken och använde sig av pseudonymen Peberfuglen. Han författardebuterade 1917 med biografin Jack London. Hans författarskap inkluderade romaner, barnböcker, poesi samt översättningar av verk av bland andra Rudyard Kipling och Honoré de Balzac.